# István Győrffy
Dans le nom hongrois Győrffy István, le nom de famille précède le prénom, mais cet article utilise l’ordre habituel en français István Győrffy, où le prénom précède le nom.
István Győrffy ([ˈiʃtvaːn], [ˈɟøːɾfi]), né le 19 décembre 1880 à Hidasnémeti, décédé le 16 avril 1959 à Székesfehérvár, est un botaniste hongrois, professeur des universités et membre de l'Académie hongroise des Sciences.